# Ешата Дијабате
Ешата Дијабате (фр. Aïchata Diabate; Бамако, 25. август 2005) малијска је пливачица и олимпијка чија ужа специјалност су спринтерске трке слободним и леђним стилом. 

## Спортска каријера
Дијабате је дебитовала на међународним такмичењима 2024. на Светском првенству у Дохи где се такмичила у тркама на 100 слободно (званично последње 84. место) и 50 леђно (45. месту). 
Захваљујући специјалној позивници учествовала је и на Олимпијским играма у Паризу исте године.   
У Паризу је Дијабатеова пливала у квалификацијама трке на 50 метара слободним стилом. Наступила је у првој квалификационој групи где је пливала у стази 2, и са временом од 37,55 секунди заузела је пето место у својој квалификационој групи, односно укупно 77. место у конкуренцији 79 такмичарки.